# (703) Noëmi
(703) Noëmi ist ein Asteroid des inneren Hauptgürtels, der am 3. Oktober 1910 vom österreichischen Astronomen Johann Palisa an der Universitätssternwarte Wien bei einer Helligkeit von 13,0 mag entdeckt wurde.
Der Asteroid wurde vermutlich benannt nach Valentine Noëmi von Rothschild (1886–1969) anlässlich ihrer Hochzeit mit Baron Sigismund von Springer am 8. September 1911. Ihr Vater, Baron Albert Salomon Anselm von Rothschild, hatte der Wiener Sternwarte einen Zeiss-Stereokomparator geschenkt. Wahrscheinlich war auch bereits der Asteroid (447) Valentine nach ihr benannt worden.

## Wissenschaftliche Auswertung
Eine Auswertung von Beobachtungen durch das Projekt NEOWISE im nahen Infrarot führte 2012 zu vorläufigen Werten für den Durchmesser und die Albedo im sichtbaren Bereich von 7,3 km bzw. 0,37. Nach der Reaktivierung von NEOWISE im Jahr 2013 und Registrierung neuer Daten wurden die Werte 2016 angegeben mit 9,9 km bzw. 0,19, diese Angaben beinhalten aber hohe Unsicherheiten.
Vom 15. November 2016 bis 29. Januar 2017 wurde der Asteroid an drei Observatorien in Italien photometrisch beobachtet und aus der gemessenen Lichtkurve eine Rotationsperiode von 200 ± 1 h bestimmt. Im gleichen Zeitraum erfolgten weitere Beobachtungen vom 16. November 2016 bis 31. Januar 2017 an drei Observatorien in Italien sowie mit zwei ferngesteuerten Teleskopen in Spanien und den Vereinigten Staaten. Hier wurde noch ein genauerer Wert für die Rotationsperiode von 201,7 ± 0,7 h bestimmt. Trotz der langen Beobachtungsintervalle konnten in beiden Fällen aber nur sehr lückenhafte Lichtkurven aufgezeichnet werden, so dass die angegebenen Rotationsperioden als unsicher bewertet und weitere Beobachtungen als notwendig erachtet wurden zum Erhalt von detaillierten Lichtkurven über mindestens zwei Rotationen auf Basis des vermuteten Wertes für diesen sehr langsamen Rotator.
Aus archivierten Daten des Asteroid Terrestrial-impact Last Alert System (ATLAS) aus dem Zeitraum 2015 bis 2018 konnte in einer Untersuchung von 2022 mit der Methode der konvexen Inversion eine Rotationsperiode von 201,75 h bestimmt werden.

## Asteroidenpaar
(703) Noëmi bildet mit dem Asteroiden (1130) Skuld ein quasi-complanares Asteroidenpaar. Sie besitzen sehr ähnliche Bahnelemente und bewegen sich nahezu in der gleichen Bahnebene, allerdings sind ihre Apsidenlinien deutlich gegeneinander verdreht. (763) Noëmi besitzt eine etwas kürzere Umlaufzeit um die Sonne als (1130) Skuld, so dass sie diese etwa alle 89 Jahre überholt. Für einen Zeitraum von etwa neun Jahren führen die beiden Asteroiden dann als Quasisatelliten eine Pendelbewegung umeinander aus, allerdings ohne gravitativ aneinander gebunden zu sein, bevor sie sich wieder voneinander entfernen. In den 1000 Jahren um die derzeitige Epoche herum kommen sich die beiden Körper zweimal näher als 1 Mio. km. Einmal geschah dies im März 1925 bis auf etwa 340.000 km und das andere Mal erfolgt im November 2112 bis auf etwa 690.000 km Abstand, jeweils bei einer Relativgeschwindigkeit von etwa 3,5 km/s.